# 保険調査員フランク25
『保険調査員フランク25』（原題：Frank McKlusky, C.I.）は、アメリカ合衆国の映画作品。

## キャスト
| 役名                     | 俳優                       | 日本語吹替 |
| ------------------------ | -------------------------- | ---------- |
| フランク・マクラスキー   | デイブ・シェリダン         | 落合弘治   |
| エディス・マクラスキー   | ドリー・パートン           | 麻上洋子   |
| ラリー・マクラスキー     | ランディ・クエイド         | 楠見尚己   |
| ギャフティ               | オーソン・ビーン           | 宮田光     |
| シャロン                 | キャメロン・リチャードソン | 阿部桐子   |
| ロニー・ローゼンゴールド | ケヴィン・ポラック         | 清水明彦   |
| レジー・ローゼンゴールド | トレイシー・モーガン       | 楠大典     |
| スカウト・バイユー       | エンリコ・コラントーニ     | 小山力也   |
|                          | チャド・エヴェレット       |            |
|                          | マイク・ハガティ           |            |
|                          | ケヴィン・ファーレイ       |            |

- その他の声の吹き替え：渡辺美佐／石住昭彦／山像かおり／後藤敦／青森伸／松本大／岩崎ひろし／江角英明／城山堅／蓮池龍三／多田野曜平／柳沢真由美／重松朋／吉田裕秋